# Eileen Gray
Eileen Gray (geboren Kathleen Eileen Moray Smith; Enniscorthy, 9 augustus 1878 – Parijs, 31 oktober 1976) was een Ierse meubelontwerpster, architect en pionier binnen het modernisme in de architectuur.

## Biografie

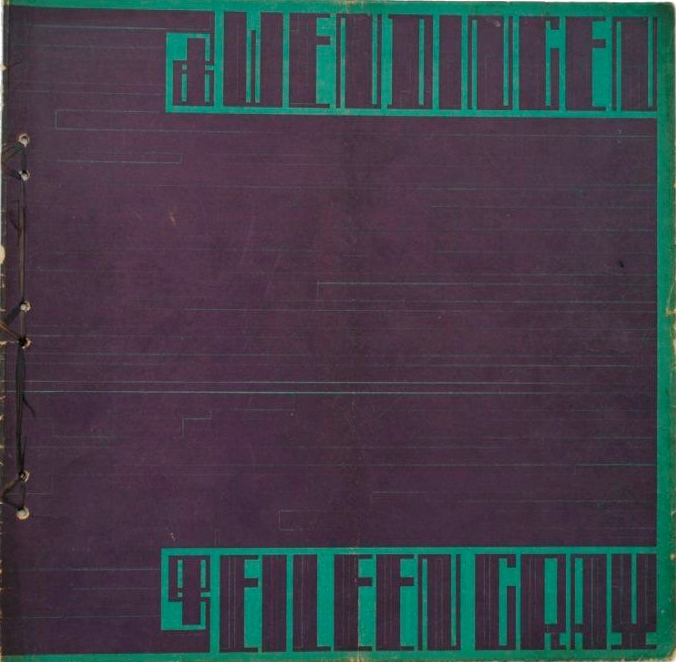
Nummer van Wendingen (1924) gewijd aan Eileen Gray

Gray werd geboren op een landgoed in de buurt van Enniscorthy, als jongste kind van de Schotse landschapsschilder James McLaren Smith en Eveleen Pounden. Haar vader moedigde de artistieke interesses van zijn dochters aan. In 1888 scheidden haar ouders. Nadat haar moeder in 1895 een titel als barones van Gray erfde van haar oom, liet haar vader zijn achternaam wijzigen in Smith-Gray. De kinderen zijn sindsdien bekend als Gray. Eileen Gray had twee broers, James McLaren Stuart en Lonsdale Richard Douglas, en twee zussen, Ethel Eveleen en Thora Zelma Grace. Het gezin Gray bracht het grootste gedeelte van hun kindertijd door in de huizen van de familie in Ierland en Londen.
In 1898 studeerde Gray schilderkunst aan de Slade School of Fine Art. Tijdens haar studie ontmoette ze Jessie Gavin en Kathleen Bruce. In 1900 overleed haar vader en bracht ze haar eerste bezoek aan Parijs voor de Exposition Universelle, de wereldtentoonstelling die de verworvenheden van de vorige eeuw vierde en de ontwikkelingen in de nieuwe eeuw promootte. Gray was fan van het werk van Charles Rennie Mackintosh dat er werd tentoongesteld. Spoedig na haar eerste bezoek aan de stad, verhuisde Gray samen met haar vriendinnen Gavin en Bruce naar Parijs. Daar vervolgde ze haar studie aan de Académie Julian en de Académie Colarossi. Tot haar moeder ziek werd in 1905 en ze zich weer in Londen vestigde, reisde ze heen en weer tussen Parijs, Ierland en Londen.

### Lakwerk
Gray raakte geïnteresseerd in lakwerk. Ze vond in Soho een werkplaats waar men lakwerk repareerde en vroeg aan de eigenaar Dean Charles of ze bij hem in de leer mocht komen om de beginselen van werken met lak te leren. Charles had veel contacten in de wereld van het lakwerk. Toen Gray in 1906 weer naar Parijs verhuisde, ontmoette ze een van deze relaties, Seizo Sugawara. Hij kwam uit een gebied van Japan dat bekendstond om zijn lakwerk en was naar Parijs geëmigreerd om het lakwerk dat op de Exposition Universelle werd geëxposeerd te repareren. Nadat Grey samen met Sugawara vier jaar aan haar lakwerkobjecten had gewerkt, bleek ze een huidziekte te hebben ontwikkeld. Ondanks deze ziekte werkte ze door, en in 1913 stelde ze haar eerste lakwerkobjecten tentoon. Toen in 1914 de Eerste Wereldoorlog uitbrak, verhuisde Gray samen met Sugawara terug naar Londen.

### De Bibendumstoel

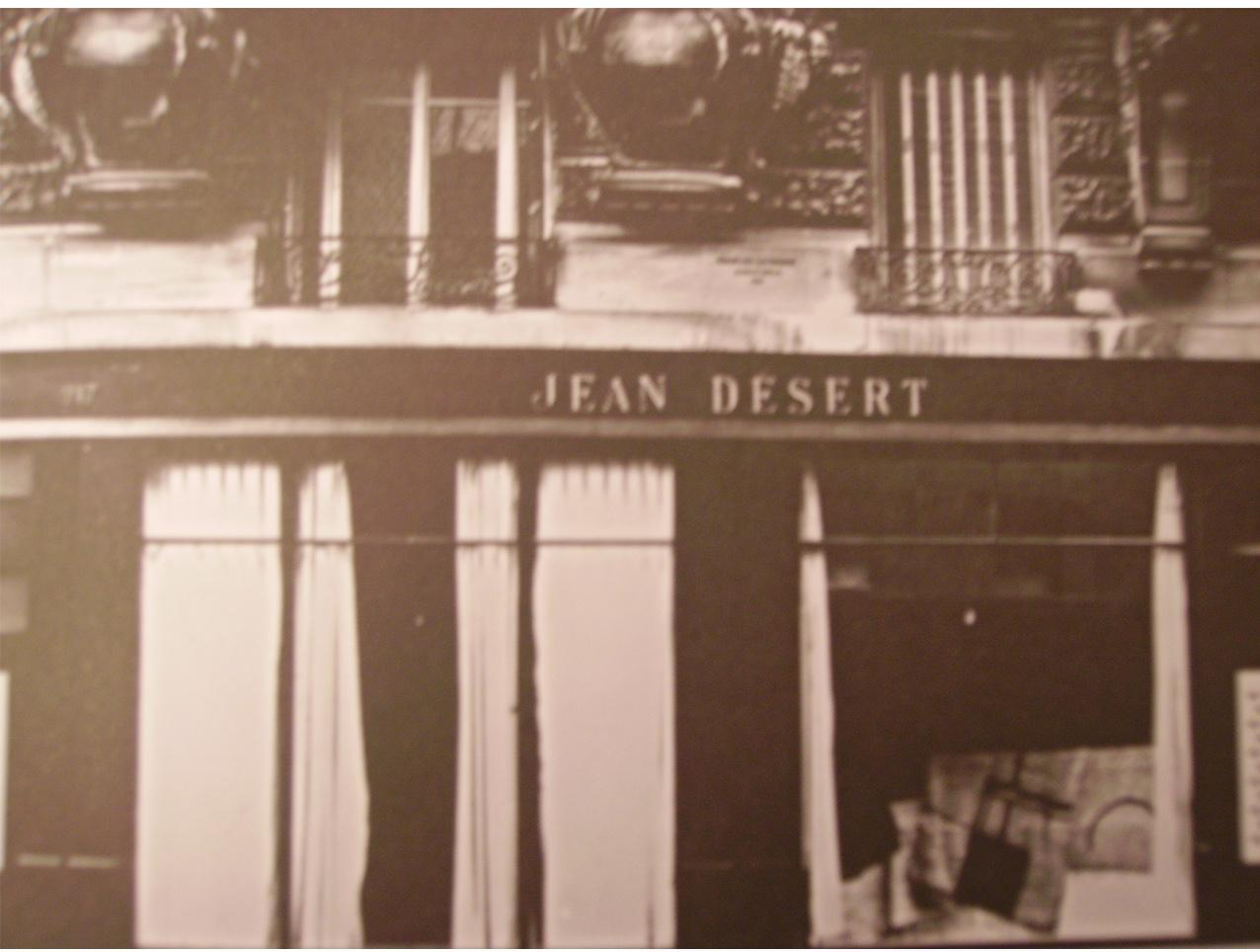
Etalage van Jean Désert

Na de oorlog keerden Gray en Sugawara weer terug naar Parijs. Gray kreeg daar een opdracht om een interieur te ontwerpen voor het appartement van Juliette Lévy, een hoedenmaakster die een succesvol hoedenatelier runde. Voor het nieuwe interieur wilde Lévy een origineel ontwerp met innovatieve elementen. Gray werkte tussen 1917 en 1921 aan de opdracht. Ze ontwierp het meubilair, waaronder haar beroemde Bibendumstoel, de tapijten en lampen grotendeels zelf. Ook installeerde ze panelen met lakwerk aan de muren. Het idee was dat het interieur de aandacht niet zou afleiden van de volkenkundige objecten die waren tentoongesteld. Het interieur kreeg goede kritieken van verschillende recensenten. Dankzij de opdracht van Lévy was Gray financieel onafhankelijk van haar familie. Na het voltooien van de opdracht opende ze een kleine galerie, genaamd Jean Désert, om haar eigen werk en dat van bevriende kunstenaars te verkopen.
De Bibendumstoel is een van de meest innovatieve en herkenbare meubelontwerpen van de twintigste eeuw. De arm- en rugleuning bestaan uit twee cirkelvormige, gestoffeerde buizen die in zacht leer werden uitgevoerd. De naam is afkomstig van Bibendum, de mascotte van bandenproducent Michelin. De stoel was ongeveer 840 mm diep en de hoogte was 740 mm. Het zichtbare gedeelte van het frame was in gepolijste en verchroomde roestvrijstalen buizen uitgevoerd; de zitting werd geconstrueerd van beukenhout, met een basis van rubber vlechtwerk voor extra comfort. Het ontwerp van de Bibendumstoel verschilde geheel van Grays eerdere, traditionelere werk en sloot beter aan bij de toenmalige modernistische stroming in architectuur en ontwerp.

### Huizen: E 1027 en Tempe à Pailla

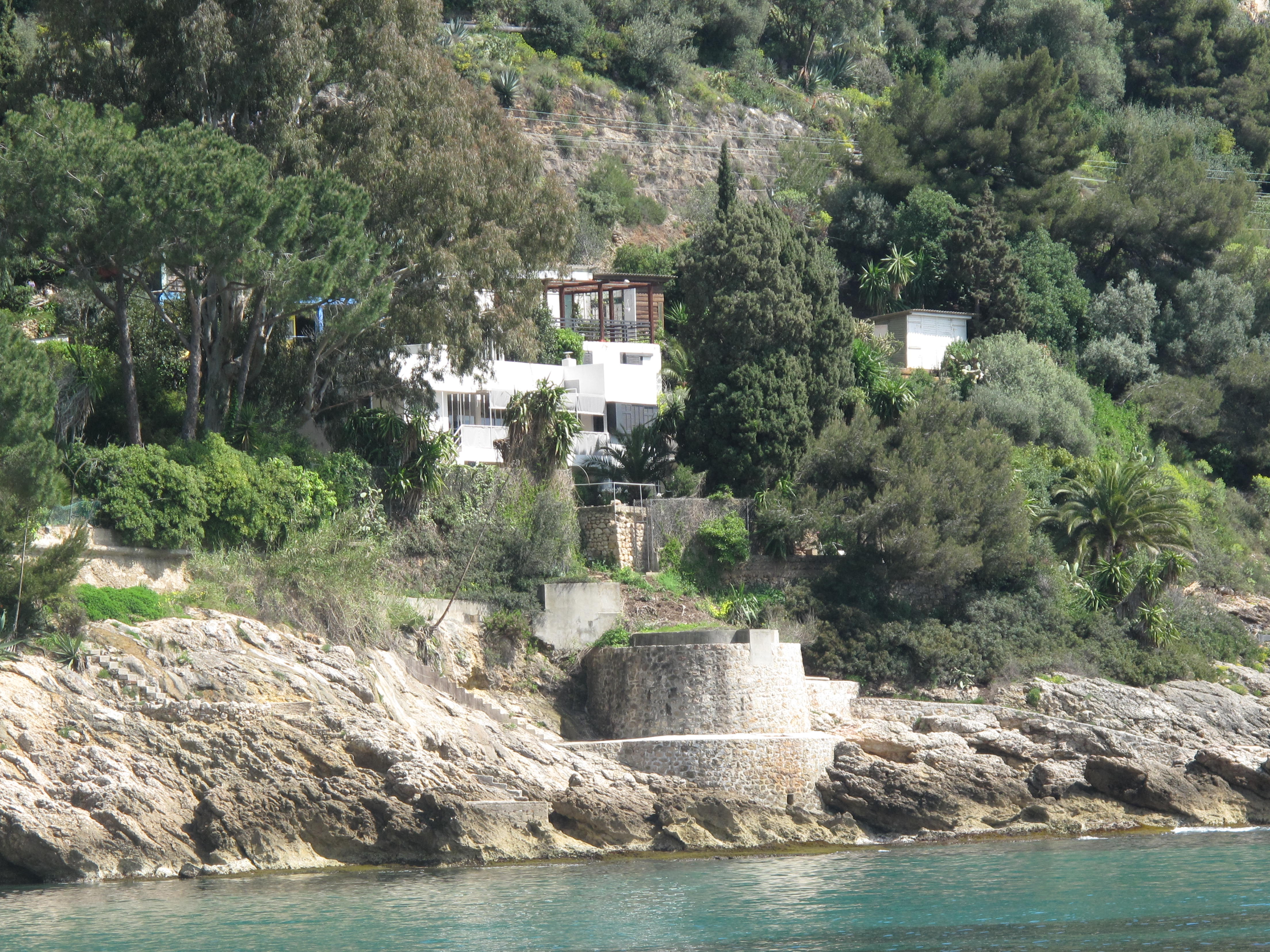
E 1027 aan de kust van Roquebrune

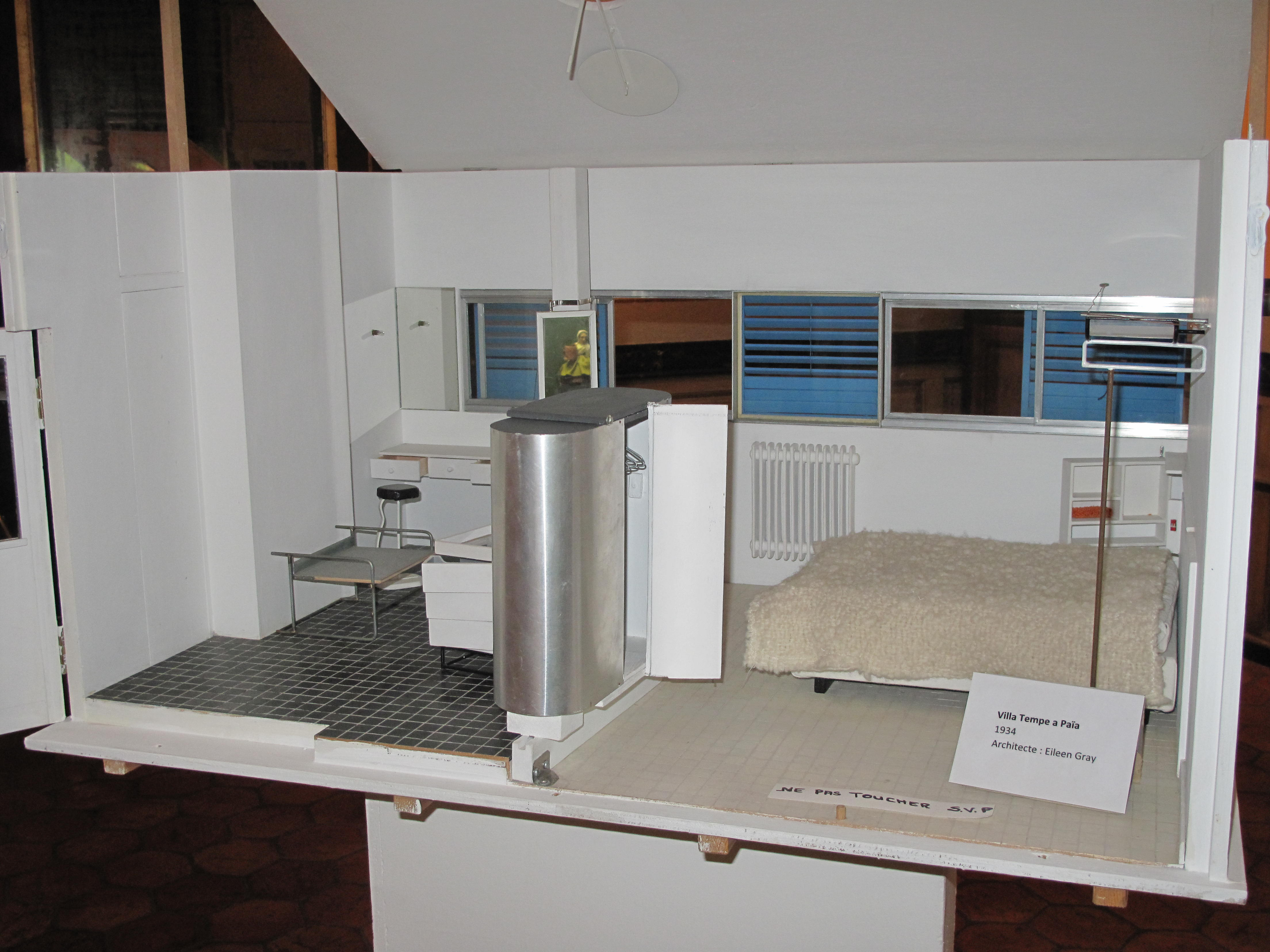
Model interieur van villa Tempe à Pailla

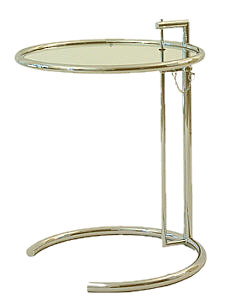
E1027 tafel van Eileen Gray

In 1924 begon Gray samen met haar partner Jean Badovici aan het ontwerp voor de villa E-1027 in de Zuid-Franse plaats Roquebrune-Cap-Martin. E-1027 representeert de namen van het koppel: E staat voor Eileen, 10 voor Jean (J is de tiende letter van het alfabet), 2 refereert aan Badovici (de B is de tweede letter van het alfabet) , en 7 aan Gray (de G is de zevende letter van het alfabet). Gray ontwierp het meubilair van het huis en werkte samen met Badovici de opzet uit. In het ontwerp van haar huizen wilde Gray de leefbaarheid voorop zetten; naar haar mening waren de huizen van de Zwitserse architect Le Corbusier te gestandaardiseerd en niet gericht op het comfort van haar bewoners. In een briefwisseling met Le Corbusier stelde ze: "As if a house should be conceived for the pleasure of the eye more than for the well-being of its inhabitants." De glazen E-1027 tafel ontwierp ze specifiek voor het interieur van E-1027 en was geïnspireerd door recente experimenten met buisvormig metaal, zoals verricht door Marcel Breuer aan het Bauhaus.
Le Corbusier was onder de indruk van het ontwerp van E-1027 en bouwde zelf vlak bij de villa een eigen blokhut, die hij zijn Cabanon de Vacances noemde. Tussen 1957 tot aan zijn verdrinkingsdood in de Middellandse zee in 1965 verbleef Le Corbusier hier regelmatig. Met Badovici's toestemming schilderde Le Corbusier verschillende kleurrijke muurschilderingen op de muren van E-1027. De muurschilderingen bevatten naakte vrouwen, waarvan één een swastika draagt. Er is een foto van hoe Le Corbusier naakt zijn schilderingen aanbrengt op de muur van de villa. Gray had een sterke afkeur voor deze muurschilderingen omdat ze de integriteit van de vlakke muren tenietdeden.
Kort na de voltooiing van het huis gingen Gray en Badovici uit elkaar. Gray ontwierp nu een huis voor zichzelf, Tempe à Pailla genaamd, in de buurt van Menton. Dit huis wordt, evenals E-1027, gezien als iconisch voor modernistische architectuur. Het huis is gebouwd met de bedoeling privéleven en het ontvangen van gasten te combineren en is voor dit gebruik als het ware in tweeën gedeeld. Dit is terug te zien in de positionering van de kamers en de plaatsing van grote raampartijen en balkons om gasten van het uitzicht op zee te laten genieten. De slaapkamers, kamers voor het bedienend personeel en de binnenplaats zijn aan de achterzijde gesitueerd, met uitzicht op de bergen. Gray gebruikte zowel voor het interieur als het exterieur van het huis hetzelfde materiaal.
In 1937 exposeerde Gray haar ontwerp voor een vakantiecentrum in het pavillon des Temps nouveaux van Le Corbusier en Pierre Jeanneret, op de Wereldtentoonstelling van 1937.

### Na de Tweede Wereldoorlog
Gedurende de Tweede Wereldoorlog werd Gray gedwongen om haar huis aan de kust van Frankrijk te verlaten en naar het binnenland te trekken. Na de oorlog bleek haar flat in Saint-Tropez te zijn verwoest. E-1027 was geplunderd. Gray keerde terug naar Parijs en leidde een teruggetrokken bestaan. Ze bleef werken aan nieuwe projecten maar werd bijna vergeten door de designindustrie. In 1968 besteedde een tijdschrift aandacht aan haar prestaties en ging ze akkoord met het in productie nemen van haar Bibendemstoel en de E-1027-tafel. Rond haar zeventigste begon Eileen Gray haar zicht en gehoor te verliezen. Toen ze 80 was, liet ze een vervallen landbouwschuur buiten Saint-Tropez verbouwen tot een zomerhuis, waarin ze spoedig haar intrek nam. Kort voor haar dood werd haar werk tentoongesteld in Londen.

Gray overleed op 98-jarige leeftijd in haar appartement aan de rue Bonaparte in Parijs.
In 2002 kocht het National Museum of Ireland haar archief, en sindsdien is haar werk vast te zien in het museum. In 2009 werd een stoel die Gray tussen 1917 en 1919 vervaardigde geveild in Parijs voor 21.9 miljoen euro, hetgeen een veilingrecord vestigde voor twintigste-eeuwse kunstnijverheidsobjecten.

### Persoonlijk
Gray was biseksueel en mengde zich in de toenmalige lesbische kringen, waaronder Romaine Brooks, Gabrielle Bloch, Loie Fuller, de zangeres Damia en Natalie Barney. Grays wisselvallige relatie met Damia (Marie-Louise Damien) eindigde in 1938. Ze had ook een wisselvallige relatie met architect en schrijver Jean Badovici, die geschreven had over haar ontwerpen en haar interesse in architectuur aanmoedigde. Hun relatie eindigde in 1932.